# Bohdana Ševčenko
Bohdana Vitalijivna Ševčenko (* 24. ledna 1995, Kyjev) je ukrajinská novinářka, fotografka, nakladatelka, autorka několika knih o umělecké fotografii.

## Životopis
Studovala na gymnáziu Lesji Ukrajinky v Kyjevě. Od roku 2012 studovala politologii na Kyjevsko-mohyljanské akademii. V roce 2013 studium na Akademii ukončila. V roce 2019 absolvovala Institut žurnalistiky Kyjevské univerzity Ševčenka, obor žurnalistika. V roce 2020 obhájila červený diplom na magisterském stupni Filosofické fakulty (politologie) Kyjevské národní univerzity Ševčenka. V únoru 2013 se stala členkou Národního svazu novinářů Ukrajiny. V roce 2016 založila nakladatelství Bohdany Ševčenko Avžež! (Jasně!, 2016).

### Novinářská činnost
- Od května 2015 do listopadu 2016 pracovala ve veřejnoprávní televizi hromadske.ua.
- Od roku 2016 pracuje jako novinářka a moderátorka na autorském projektu Romana Skrypina - skrypin.ua.

### Autorské publikace
- Cesta do války. Fotoalbum (2007).[1]
- Pomíjivé a věčné. Fotoalbum (2009, spoluautorka).
- Ičnjanščyna. Napříč věky. Ičňa. Fotoalbum (2010).
- Ičnjanščyna. Kačanivka. Trostjanec. Fotoprůvodce (2010).
- Ičnjanščyna. Udayovi, Ičenkovi, Smošovi, Ostrovi, první a druhá kniha. Fotoprůvodce (2010).
- Křišťálové prameny. Fotoalbum (2010, spoluautorka).
- Kačanivka, zbytek duše. Foto průvodce (první a druhé vydání - 2011).
- Dovolená objektivem. Americké dojmy. Fotoalbum (2011).
- Série fotokalendářů Ičnjanščyna, Ičňa. - Kozácké území, Trostjaněc, Kačanivka (2011).
- Kačanivka, zbytek duše. Fotoalbum (třetí vydání, doplněno - 2012).
- Trostjanec. Foto průvodce (první vydání, 2012).
- Encyklopedija Ičnjanščyny, 10 tisíc článků, odkazů, dokumentů, materiálů (speciální foto, 2014).
- Kačanivka, zbytek duše. Foto průvodce (čtvrté vydání, doplněno, 2014).
- Kačanivka. Mapy-schémata. Rady a informace pro turisty. Fotokniha (2015).
- Kačanivka. Cesta do věčnosti. Fotoprůvodce (2015).
- Trostjanec. Fotoprůvodce (druhé vydání, 2017).

## Kreativní úspěchy
- Grand Prix za nejvyšší tvůrčí počiny během 20. ročníků festivalu Křišťálové prameny v soutěžích fotografů (2011).
- Autorka fotoilustrací ke knihám V. Baranova a I. Kachurovského „Z Kyjeva do Kačanivky přes Nižyn. Průvodce pro houbaře "(2011), T. Charkovskaja" Taras Ševčenko a Kyjev "(2012).
- Čestná členka Velkého klubu Křišťálové prameny pro účastníky Mezinárodního festivalu audiovizuálních umění dětí a mládeže Křišťálové prameny, 2010.
- Trojnásobná vítězka (2009, 2012) - fotografické žánry; 2010 - nominace "Speciální projekt") a pětinásobná absolventka - fotografické žánry; 2010 - fotografická krajina, fotografický portrét, žánrová fotografie; 2012 - foto krajina) Mezinárodního festivalu audiovizuálních umění pro děti a mládež Křišťálové prameny.
- Laureátka Literární ceny S. Vasilčenka (2010).
- Výstavy fotografií: "Terra Heroica" (Kamjaněc-Podilskyj, 2008); XIII. mezinárodní fotografická výstava (Kyjev, 2011); „Na okraji světa“, osobní (Ičňa, 2011); "Mimochodem", osobní (Kyjev, "Galerie na Petrohrad", 2011-2012); „Z dálky i z blízka“, osobní (Ičňa, 2012).

## Rodina
- Otec Vitalij Ševčenko, novinář a spisovatel, poslanec lidu Ukrajiny v parlamentu II, III, IV
- Matka Oksana, novinářka;
- Bratr Andrij Ševčenko, novinář, poslanec lidu Ukrajiny v parlamentu V, VI a VII, mimořádný a zplnomocněný velvyslanec Ukrajiny v Kanadě (od 24. září 2015);
- Bratr Eugene, historik.

## Publikace
- Pak přišel vlk... - "Lidové slovo", 3. ledna 2008.
- Jsme vaše děti, Ukrajina! - "Říše divů", " 3. září 2008.
- Vojenské bitvy očima dívky - "Hlas Ukrajiny", 6. listopadu 2008.
- Krajané - od krajanů - "Naše noviny s vámi" (Ičňa), 21. května 2010.
- Přiznání o Ičňi - "Sláva práci" (Ičňa), 29. května 2010.
- Ševčenki na Ševčenka, 9 - "Siverščyna" (Černihiv), 1. července 2010.
- Ičňa jako další planeta - Hlas Ukrajiny, 6. července 2011.
- Bogdana Ševčenko, vítězka ceny. S.Vasilčenka…; „Literární a umělecká Ičňa. Jména a úspěchy “(Kyjev, Gnosis, 2011).
- Nová díla rodiny Ševčenkových aneb Krajanům s laskavostí - "Sláva práci" (Ičňa), 8. září 2012.